# Mathilde Fibiger
Pour les articles homonymes, voir Fibiger.
Mathilde Fibiger, née le 13 décembre 1830 à Copenhague (Danemark) et morte le 17 juin 1872 à Aarhus (Danemark), est la première femme danoise télégraphiste. Femme de lettres, elle a également eu un engagement féministe.

## Biographie

### Origines
Elle est la fille de Johan Adolf Fibiger, un officier de l'armée, et de Cecilia Margrethe Nielsen Aasen. Elle a une sœur aînée, Ilia Fibiger.

### Femme de lettres
Femme de lettres, elle défend les droits des femmes dès son premier roman Clara Raphael, Tolv Breve (Clara Raphael, Douze lettres), publié en 1851. L'histoire est partiellement autobiographique : celle d'une jeune femme, Clara Raphael, qui travaille comme gouvernante en province (Mathilde Fibiger a été tutrice sur l'île de Lolland en 1849). Le roman se compose essentiellement de lettres écrites par Clara à son amie, Mathilde. Les idées de Clara sur les femmes, avec un mode de vie indépendant, vont à rebours des préjugés de la population locale et elle décide alors de faire de l'émancipation des femmes un objectif. Le livre a suscité beaucoup de controverses dès sa publication ; le débat portait davantage sur ses idées, parfois jugées trop radicales, plutôt que pour le mérite littéraire de son travail, sur lequel tous s'accordaient.
En réponse à ces critiques, Mathilde Fibiger a publié deux brochures défendant les droits des femmes, Hvad er Emancipation ? (Qu'est-ce que l'émancipation ?) et Et besøg (Une visite). Elle écrit d'autres romans, Liv de En Skizze efter det (Une esquisse de la vie réelle, 1853) et Minona. En Fortaelling (Minona. Un conte, 1854). En Skizze efter det virkelige Liv raconte l'histoire de deux sœurs qui sont devenues orphelines à un âge précoce ; elles nouent alors des relations avec des hommes, la sœur aînée rejetant son soupirant, sentant que les hommes sont faibles, tandis que la sœur cadette tombe amoureuse. Minona a créé une nouvelle controverse avec son intrigue complexe impliquant des mères célibataires et le sujet de l'inceste ; Minona, le personnage principal, surmonte son attirance incestueuse après sa conversion au christianisme.

### Première femme télégraphiste
Alors que les romans de Mathilde Fibiger sont généralement acclamés par la critique, ils ne sont pas des succès commerciaux et elle cherche un autre moyen de subvenir à ses besoins. Elle reçoit une maigre pension de l'État pour des travaux de couture et la traduction d'œuvres allemandes. En 1863, elle commence une formation de télégraphiste pour le Service national télégraphique danois, qui avait récemment décidé d'engager des femmes comme opératrices, sous la direction de Peter Faber. En 1866, elle achève sa formation à la station télégraphique d'Elseneur et devient la première femme à être employée comme opératrice du télégraphe au Danemark.
Après deux ans à Elseneur, elle est transférée à Nysted en 1869 pour gérer une station nouvellement ouverte. Sans surprise, elle rencontre une résistance des opérateurs masculins, qui considèrent cette ouverture du monde salarial aux femmes comme une menace pour leur propre gagne-pain. En dépit de son poste de cadre, son salaire à Nysted était à peine suffisant pour lui permettre de régler ses dépenses. L'année suivante, elle demande un transfert à la station télégraphique d'Aarhus. Elle y rencontre des difficultés similaires, le directeur de la station était opposé à son affectation. Les problèmes qu'elle éprouvait dans son travail ont commencé à affecter sa santé. Elle meurt à Aarhus en 1872 à l'âge de 41 ans.

### Legs
Elle reste connue au Danemark pour son engagement féministe et ses romans ainsi que pour avoir été la femme qui a ouvert la voie pour l'emploi des femmes dans le Service national télégraphique danois. En 1970, pour lui rendre hommage, la Société des femmes danoises créé le prix Mathilde, attribué aux hommes et aux femmes qui ont milité pour l'égalité.

## Sources
- (en) Cet article est partiellement ou en totalité issu de l’article de Wikipédia en anglais intitulé « Mathilde Fibiger » (voir la liste des auteurs).